# Simaba monophylla
Simaba monophylla är en bittervedsväxtart som först beskrevs av Oliver, och fick sitt nu gällande namn av Arthur John Cronquist. Simaba monophylla ingår i släktet Simaba och familjen bittervedsväxter. Inga underarter finns listade i Catalogue of Life.